# Sanremo Giovani
Sanremo Giovani è un concorso musicale italiano che si tiene a Sanremo dal 1993. Vi partecipano giovani cantanti con l'obiettivo di venire selezionati  (con modalità diverse di anno in anno)  per il Festival di Sanremo dell'anno successivo. Dal 1993 al 1998, nel 2001, nel 2002 e dal 2015, solitamente a novembre o dicembre, il concorso è stato trasmesso in televisione su Rai 1 e in radio (Rai Radio 1 o Rai Radio 2), mentre negli altri anni è stato sostituito da audizioni in forma privata di fronte alla giuria di 50-70 cantanti preselezionati. 

## Edizioni televisive
| Edizione | Periodo           | Periodo          | Titolo                      | Titolo                | Puntate  | Puntate             | Puntate             | Radio partner | Conduzione televisiva | Conduzione televisiva | Conduzione televisiva | Conduzione televisiva | Conduzione radiofonica | Conduzione radiofonica | Artisti |
| Edizione | Inizio            | Fine             | Titolo                      | Titolo                | Day-time | Prima serata        | Seconda serata      | Radio partner | Conduzione televisiva | Conduzione televisiva | Conduzione televisiva | Conduzione televisiva | Conduzione radiofonica | Conduzione radiofonica | Artisti |
| -------- | ----------------- | ---------------- | --------------------------- | --------------------- | -------- | ------------------- | ------------------- | ------------- | --------------------- | --------------------- | --------------------- | --------------------- | ---------------------- | ---------------------- | ------- |
| 1ª       | 10 novembre 1993  | 12 novembre 1993 | Sanremo Giovani             | Sanremo Giovani       | –        | 3                   | –                   | Rai Radio 1   | Pippo Baudo           | Pippo Baudo           | Pippo Baudo           | Pippo Baudo           | –                      | –                      | 42      |
| 2ª       | 17 novembre 1994  | 24 novembre 1994 | Sanremo Giovani             | Sanremo Giovani       | –        | 2                   | –                   | Rai Radio 1   | Pippo Baudo           | Pippo Baudo           | Elisabetta Ferracini  | Gloria Zanin          | –                      | –                      | 33      |
| 3ª       | 7 novembre 1995   | 8 novembre 1995  | Sanremo Giovani             | Sanremo Giovani       | –        | 2                   | –                   | Rai Radio 1   | Pippo Baudo           | Pippo Baudo           | Luana Ravegnini       | Luana Ravegnini       | –                      | –                      | 28      |
| 4ª       | 13 novembre 1996  | 14 novembre 1996 | Sanremo Giovani             | Sanremo Giovani       | –        | 2                   | –                   | Rai Radio 1   | Claudio Cecchetto     | Claudio Cecchetto     | Simona Ventura        | Monica Leofreddi      | –                      | –                      | 24      |
| 5ª       | 12 novembre 1997  | 12 novembre 1997 | Sanremo Giovani             | Sanremo Giovani       | –        | 1                   | –                   | Rai Radio 1   | Orietta Berti         | Orietta Berti         | Fabio Fazio           | Fabio Fazio           | –                      | –                      | 28      |
| 6ª       | 11 novembre 1998  | 11 novembre 1998 | Sanremo famosi              | Sanremo famosi        | –        | 1                   | –                   | Rai Radio 1   | Max Pezzali           | Max Pezzali           | Alessia Merz          | Alessia Merz          | –                      | –                      | 14      |
| 7ª       | 14 novembre 2001  | 14 novembre 2001 | Sanremo Giovani             | Sanremo Giovani       | –        | 1                   | –                   | Rai Radio 2   | Pippo Baudo           | Pippo Baudo           | Vanessa Incontrada    | Vanessa Incontrada    | –                      | –                      | 16      |
| 8ª       | 23 settembre 2002 | 20 dicembre 2002 | Destinazione Sanremo        | Destinazione Sanremo  | 69       | 13                  | –                   | -             | Federica Panicucci    | Federica Panicucci    | Pippo Baudo           | Claudio Cecchetto     | –                      | –                      | 24      |
| 9ª       | 23 novembre 2015  | 27 novembre 2015 | Saremo Sanremo              | #SG - Sanremo Giovani | 5        | 1                   | –                   | Rai Radio 2   | Carlo Conti           | Carlo Conti           | Carlo Conti           | Carlo Conti           | –                      | –                      | 12      |
| 10ª      | 12 dicembre 2016  | 12 dicembre 2016 | Sarà Sanremo                | Sarà Sanremo          | –        | 1                   | –                   | Rai Radio 2   | Carlo Conti           | Carlo Conti           | Carlo Conti           | Carlo Conti           | Ema Stokholma          | Carolina Di Domenico   | 12      |
| 11ª      | 15 dicembre 2017  | 15 dicembre 2017 | Sarà Sanremo                | Sarà Sanremo          | –        | 1                   | –                   | Rai Radio 2   | Claudia Gerini        | Claudia Gerini        | Federico Russo        | Rocco Tanica          | –                      | –                      | 16      |
| 12ª      | 17 dicembre 2018  | 21 dicembre 2018 | Sanremo Giovani             | Sanremo Giovani       | 4        | 2                   | –                   | Rai Radio 2   | Luca Barbarossa       | Andrea Perroni        | Pippo Baudo           | Fabio Rovazzi         | Tamara Donà            | Tamara Donà            | 24      |
| 13ª      | 16 novembre 2019  | 19 dicembre 2019 | Sanremo Giovani a ItaliaSì! | Sanremo Giovani       | 4        | 1                   | –                   | Rai Radio 2   | Amadeus               | Amadeus               | Marco Liorni          | Marco Liorni          | Tamara Donà            | Tamara Donà            | 20      |
| 14ª      | 29 ottobre 2020   | 17 dicembre 2020 | AmaSanremo                  | AmaSanremo            | –        | 1                   | 5                   | Rai Radio 2   | Amadeus               | Amadeus               | Riccardo Rossi        | Riccardo Rossi        | Ema Stokholma          | Ema Stokholma          | 20      |
| 14ª      | 29 ottobre 2020   | 17 dicembre 2020 | Sanremo Giovani             |                       | –        | 1                   | 5                   | Rai Radio 2   | Amadeus               | Amadeus               | Riccardo Rossi        | Riccardo Rossi        | Ema Stokholma          | Ema Stokholma          | 20      |
| 15ª      | 15 dicembre 2021  | 15 dicembre 2021 | –                           | Amadeus               | Amadeus  | Amadeus             | Amadeus             | Rai Radio 2   | 12                    |                       |                       |                       | Ema Stokholma          | Ema Stokholma          |         |
| 16ª      | 16 dicembre 2022  | 16 dicembre 2022 | –                           | Amadeus               | Amadeus  | Amadeus             | Amadeus             | Rai Radio 2   | 12                    |                       |                       |                       | Ema Stokholma          | Ema Stokholma          |         |
| 17ª      | 19 dicembre 2023  | 19 dicembre 2023 | –                           | Amadeus               | Amadeus  | Amadeus             | Amadeus             | Rai Radio 2   | 12                    |                       |                       |                       | Ema Stokholma          | Ema Stokholma          |         |
| 18ª      | 12 novembre 2024  | 18 dicembre 2024 | Sanremo Giovani             | Sarà Sanremo          | 5        | Alessandro Cattelan | Alessandro Cattelan | Rai Radio 2   | Carlo Conti           | Carlo Conti           | 24                    |                       | Ema Stokholma          | Ema Stokholma          |         |

Sedi
| Sede                                       | Edizione | Edizione | Edizione | Edizione | Edizione | Edizione | Edizione | Edizione | Edizione | Edizione | Edizione | Edizione | Edizione | Edizione | Edizione | Edizione | Edizione | Edizione | Totale |
| Sede                                       | 1        | 2        | 3        | 4        | 5        | 6        | 7        | 8        | 9        | 10       | 11       | 12       | 13       | 14       | 15       | 16       | 17       | 18       | Totale |
| ------------------------------------------ | -------- | -------- | -------- | -------- | -------- | -------- | -------- | -------- | -------- | -------- | -------- | -------- | -------- | -------- | -------- | -------- | -------- | -------- | ------ |
| Teatro Ariston di Sanremo                  |          |          |          |          |          |          |          |          |          |          |          |          |          |          |          |          |          |          | 8      |
| Auditorium Rai di Napoli                   |          |          |          |          |          |          |          |          |          |          |          |          |          |          |          |          |          |          | 1      |
| Villa Ormond di Sanremo                    |          |          |          |          |          |          |          |          |          |          |          |          |          |          |          |          |          |          | 3      |
| Teatro del Casinò di Sanremo               |          |          |          |          |          |          |          |          |          |          |          |          |          |          |          |          |          |          | 7      |
| Studio B del CPTV Rai di Via Asiago a Roma |          |          |          |          |          |          |          |          |          |          |          |          |          |          |          |          |          |          | 1      |

## Ascolti
| Edizione | Anno | Telespettatori | Share  |
| -------- | ---- | -------------- | ------ |
| 1ª       | 1993 | –              | –      |
| 2ª       | 1994 | –              | –      |
| 3ª       | 1995 | 5 298 000      | 22,73% |
| 4ª       | 1996 | 3 434 000      | 13,80% |
| 5ª       | 1997 | 2 691 000      | 15,92% |
| 6ª       | 1998 | 3 962 000      | 14,43% |
| 7ª       | 2001 | 4 278 000      | 18,94% |
| 8ª       | 2002 | –              | –      |
| 9ª       | 2015 | 2 312 000      | 14,29% |
| 10ª      | 2016 | 3 122 000      | 15,08% |
| 11ª      | 2017 | 2 038 000      | 11,40% |
| 12ª      | 2018 | 1 653 000      | 11,03% |
| 13ª      | 2019 | 1 567 000      | 10,65% |
| 14ª      | 2020 | 1 791 000      | 10,26% |
| 15ª      | 2021 | 2 425 000      | 13,40% |
| 16ª      | 2022 | 2 168 000      | 16,30% |
| 17ª      | 2023 | 1 806 000      | 14,40% |
| 18ª      | 2024 | 2 284 000      | 15,01% |